# Chairs Missing
Chairs Missing je druhé studiové album anglické rockové skupiny Wire, vydané v srpnu roku 1978. Stejně jako v případě předchozího alba Pink Flag, které vyšlo v prosinci předešlého roku, byl jeho producentem Mike Thorne a vydala jej společnost Harvest Records. Časopis NME album zařadil na 394. příčku v žebříčku pětiset nejlepších alb všech dob. Server Pitchfork Media jej zařadil mezi nejlepší alba sedmdesátých let.

## Seznam skladeb
| Pořadí | Název                   | Autor                       | Délka |
| ------ | ----------------------- | --------------------------- | ----- |
| 1.     | Practice Makes Perfect  | Bruce Gilbert, Colin Newman | 4:11  |
| 2.     | French Film Blurred     | Graham Lewis, Newman        | 2:34  |
| 3.     | Another the Letter      | Gilbert, Newman             | 1:07  |
| 4.     | Men 2nd                 | Lewis                       | 1:43  |
| 5.     | Marooned                | Gilbert, Lewis, Newman      | 2:21  |
| 6.     | Sand in My Joints       | Lewis                       | 1:50  |
| 7.     | Being Sucked in Again   | Newman                      | 3:14  |
| 8.     | Heartbeat               | Newman                      | 3:16  |
| 9.     | Mercy                   | Lewis, Newman               | 5:46  |
| 10.    | Outdoor Miner           | Lewis, Newman               | 1:44  |
| 11.    | I Am the Fly            | Lewis, Newman               | 3:09  |
| 12.    | I Feel Mysterious Today | Lewis, Newman               | 1:57  |
| 13.    | From the Nursery        | Lewis, Newman               | 2:58  |
| 14.    | Used To                 | Gilbert, Lewis              | 2:23  |
| 15.    | Too Late                | Gilbert                     | 4:14  |

## Obsazení
Wire
- Colin Newman – zpěv, kytara
- Bruce Gilbert – kytara
- Graham Lewis – baskytara, zpěv
- Robert Gotobed – bicí

Ostatní hudebníci
- Kathryn Lukas – flétna v „Heartbeat“
- Mike Thorne – klávesy, syntezátory